# Hixton (Wisconsin)
Pour les articles homonymes, voir Hixton.
Hixton est un village du comté de Jackson, dans l'État du Wisconsin, aux États-Unis. En 2020, il comptait une population de 456 habitants.